# Painesville, Ohio
Painesville là một thành phố thuộc quận Lake, tiểu bang Ohio, Hoa Kỳ. Năm 2010, dân số của thành phố này là 19563 người.

## Dân số
- Dân số năm 2000: 17503 người.
- Dân số năm 2010: 19563 người.